# Kanton Méréville
Kanton Méréville is een voormalig kanton van het Franse departement Essonne. Kanton Méréville maakte deel uit van het arrondissement Étampes en telde 14.036 inwoners (1999). Het werd opgeheven bij decreet van 24 februari 2014, met uitwerking op 22 maart 2015.

## Gemeenten
Het kanton Méréville omvatte de volgende gemeenten:
- Abbéville-la-Rivière
- Angerville
- Arrancourt
- Blandy
- Bois-Herpin
- Boissy-la-Rivière
- Brouy
- Chalou-Moulineux
- Champmotteux
- Congerville-Thionville
- Estouches
- Fontaine-la-Rivière
- Guillerval
- La Forêt-Sainte-Croix
- Marolles-en-Beauce
- Méréville (hoofdplaats)
- Mespuits
- Monnerville
- Pussay
- Roinvilliers
- Saclas
- Saint-Cyr-la-Rivière